# Дьяков, Борис Александрович
Дьяков Борис Александрович (1 июня 1902, Воронеж, Российская империя — 3 августа 1992, Москва, Россия) — русский советский писатель, прозаик и драматург, журналист, репортёр, очеркист. Член Союза писателей СССР (1958). Член КПСС, партийный работник, участник Гражданской войны. Известен, в первую очередь, тем, что в разгар «оттепели» времен Никиты Хрущева написал произведение «Повесть о пережитом» в противовес произведениям Солженицына.

## Семья
Жена — Вера Александровна Дьякова (1894—1974).

## Критика
В 1988 году в «Огоньке» вышла критическая статья о Дьякове.

## Публикации

### Беллетристика
- 1934 — «Герой Кара-Кумов», (Воронеж).
- 1936 — «Золотые озера», (Сталинград).
- 1944 — «Герои Краснодона», (Москва).
- 1978 — «Свет жизни» (в соавторстве с К. Д. Лаврененко).
- 1985 — «Потомки Прометея», (Москва);

Последние два произведения — об электрификации России.

### Автобиографии
- «Повесть о пережитом», (Москва, 1966—1987), трилогия, содержащая ценный фактический материал о людях и событиях 1930-х годов.
- «Годы молодые…», (Воронеж, 1970).
- «Символ веры», (Москва, 1977).

### Пьеса
- «Человек, опередивший время» (1962; совместно с М. С. Пенкиным) посвящена К. Э. Циолковскому.

## Награды
- 14 июня 1972 года — Орден «Знак Почёта».